# 하루바 네기
하루바 네기(春場 ねぎ, はるば ねぎ, 1991년 7월 27일 ~)는 일본의 남성 만화가이자 유튜버이다. 아이치현 지타시 출신이다.아이치 현립 도코나메 고등학교 출신이며, 트라이던트디자인전문학교 만화학과를 졸업했다. 혈액형은 O형이다. 기혼자이며,외동딸의 아버지이다. 반려견 이름은 가브이다.
2013년에 「겁쟁이 크로스 월드」로 상업지 데뷔해, 주로 「주간 소년 매거진」(코단샤)에서 작품을 발표하고 있다. 대표작으로 『5등분의 신부』가 있으며, 2019년 이 작품으로 코단샤 만화상을 수상한 바 있다. 덧붙여 '하루바 네기'라는 이름은 '마법선생 네기마!'의 주인공 '네기 스프링필드'에서 유래한 필명이다.
Pixiv에서 「葱」명의로 작품을 투고하고 있었다(현재도 열람 가능).

## 경력
자신의 말에 의하면 어릴 적보다 주변에서 '그림을 잘 그린다'고 주목받는 존재였다고 하며, 보육원 시절에는 주위의 부탁을 받고 포켓몬스터 그림을 그렸다. 초등학교 입학 후 만화를 그리기 시작하지만 만화가라는 직업의 어려움을 알고 한번 만화가를 포기한다. 그 후 고등학교 1학년 때 친구가 만든 만화를 읽고 창작 의욕을 자극 받아 다시 만화를 그리게 된다.
2010년 트라이던트 디자인 전문학교에 진학한다. 2012년 '2²'로 제128회 월례 영점프 MANGA 그랑프리 기대상 수상한다. '겁쟁이 크로스 월드'로 제89회 주간 소년 매거진 신인 만화상에 입선을 이룬다. 2013년, 동작이 「매거진 SPECIAL」(코단샤)에 게재되어 상업지 데뷔한다. 같은 해 전문학교를 졸업한다.
2014년 '뒷세계 커뮤니케이션'에서 제21회 전격 코믹 대상 금상을 수상한다. 같은 해 『주간 소년 매거진』에서 히로세 슌의 원작을 붙여 『연옥의 카르마』를 연재하기 시작해 다음 2015년까지 연재한다.
2017년부터 2020년까지 <주간 소년 매거진>에서 <5등분의 신부>를 연재한다. 이 작품은 히트작이 되어, 2019년 1월부터 3월까지 2021년 1월부터 3월까지 2기까지 TV 애니메이션화됐고 2022년 5월에는 이 작품의 애니메이션 영화가 개봉했다. 또한 텔레비전 애니메이션화와 같은 2019년에는 이 작품이 제43회 코단샤 만화상 소년 부문 수상작으로 선출되었다.
『5등분의 신부』 연재 종료 후인 2020년 여름, 지타시의 고향 관광 대사로 취임한다. 또, 2021년에 「주간 소년 매거진」에서 「전대대실격」의 연재를 개시한다.

## 작풍
하루바는 자신이 잘하는 장르로 '러브코미디'를 꼽고 있다. 그림실력도 높아 하루바의 담당 편집자는, 하루바가 그린 여자의 귀여움을 보고 「이 사람은 팔린다」라고 생각했다고 말하고 있다. 무엇보다 만화를 그리기 시작한 초기에는 능력배틀을 지향하고 있으며, 러브코미디는 그리지 않았다. 러브코미디를 그리기 시작한 것은 능력 배틀로는 생각처럼 상상을 부풀리지 못하고 장르의 변경을 모색하는 가운데 연애라면 친근한 화두로 상상을 부풀리기 쉽다고 생각한 것이 계기였다고 한다.
캐릭터를 만들 때는 여러 캐릭터의 개성을 곱하는 기법을 이용하고 있다. 일례로 '5등분의 신부'의 히로인인 다섯 쌍둥이를 창조했을 때는 미리 15명의 캐릭터를 준비하여 그녀들의 개성을 조합하여 최종적으로 5명으로 압축하고 있다.
이야기 작성에서는 독자에게 놀라움을 주기 위해 기존 작품에 없는 전개나 연출을 요구하는 경향이 강하며, 담당 편집자는 그 상징적인 예로 '5등분의 신부'에서 히로인 중 한 명이 고백을 못 들은 뒤 다른 작품이라면 고백을 없던 일로 하는 흐름이 일반적인 점을 굳이 다시 여주인공에게 고백시킨 전개를 들고 있다.

## 작화에 대해서
디지털 작화로 작품을 그리고 있으며, 사용 소프트웨어는 클립 스튜디오 페인트이다. 만화그릴 때 쓰는 것은 서투른 자라펜이다. 디지털 작화를 시작할 당시에는 판상펜 태블릿을 사용했지만 만화상을 받았을 때의 상금으로 액정펜 태블릿으로 교체했다.

## 유튜브
2021년 10월 17일부터 YouTube 채널 「하루바 네기」에서 부정기로 작업 전달이나, 시청자 참가형으로 「Gartic Phone」을 플레이 하는 방송을 하고 있다.

## 인물

### 음식 기호
- 아침 식사는 빵파.
- 좋아하는 음식은 잎새버섯과 과자 전반이며, 과자는 특히 굵은 전병, 코로로, 감피, 프루체를 선호하고 있다. 감피에게는 양보할 수 없는 고집이 있다고 하며, 후루체는 혼자 먹는 것이 아니라고 한다.
- 일하는 중에는 주스 또는 커피를 옆에 두고 작업을 하고 있다.
- 간과 관련해 과거 급식에 나왔던 간은 너무 익혀 고기라 아니할 정도로 맛이 없었지만, 음식점의 간은 맛있었던 것 같고, 이사할 곳에 맛있는 간장국이 없을 것을 우려해 인공으로도 좋으니 한 번 생간을 먹어보고 싶다는 바람이 있다고 한다.
- 싫어하는 음식으로 밤밥을 꼽고 있으며, 그 이유로 밤밥은 밤의 잠재력이 활용되지 않았기 때문이라고 한다.
- 좋아하는 아이스크림은 아이스크림 열매이다.
- 규동집의 취향으로는 요시노야와 스키야 중 어느 쪽이 더 좋을지는 궁극의 선택으로 하고 있다.

### 게임
- 포켓몬스터는 포켓몬스터 브릴리언트 다이아몬드 샤이닝펄을 제외하고 거의 모든 시리즈를 플레이하고 있다.
- APEX는 친구로부터 권유받는 형태로 플레이를 시작했다.그때 게이밍 PC를 새로 장만했는데 산 후에 집까지 가져가는 게 너무 힘들었다고 말하고 있다.랭크는 플래티넘의 늪에서 벗어날 수 없기 때문에 다이아까지 캐리해줄 사람을 모집하고 있다.
- 대난투 스매시 브라더스에 대해서는 땅 위안5 정도의 실력자라고 한다.

### 기타 취미·기호
- 좋아하는 영화로는 인터스텔러 캐리비안의 해적 스타워즈를 꼽았다.
- 작업용으로 텔레비전 프로그램을 즐겨 본다.특히 래빗, 토크 서바이버 등이 있다.
- 좋아하는 연예인은 크림슈의 우에다 신야를 꼽고 있다.
- 2022년 3월 현재 즐겨듣는 가수로 Ado를 꼽고 있다.
- 원피스는 매주 쫓고 있다.

### 에피소드
- 유튜브로 방송을 할 때는 기본적으로 손이 떨리고 시청자 수에 비례해 그 증상도 심해진다는 것.또, YouTube의 전달에서도 볼 수 있는 타이핑의 속도는 학창 시절에 하고 있던 블로그에서 단련되었다고 한다.
- 중학교 때 번개를 적으로 지목했던 시기가 있었고, 그때는 밖을 향해 노려보기도 했다. 하지만 어느 날 급식 시간 근처 자리에 있던 여자가 "눈이 무서워."라는 말을 들은 것을 계기로 천둥번개와 싸우는 것을 그만두었다.본인은 YouTube의 송신으로 그것을 「아재미있었다」라고 되돌아보고 있다.덧붙여 「아~ 즐거웠다」는 본인이 흑역사가 되는 실수를 해 버렸을 때 말하게 하는 마법의 말이라고 한다.
- 과거 어시스턴트를 맡았던 후지무라 비지 작화의 작품 '신이 말씀하신 대로' 실사 영화에 엑스트라로 출연한 과거가 있다.
- 꽃가루 알레르기가 있어 알레그라가 동행했지만 2022년 3월 시점에는 전혀 증상이 나타나지 않아 본인이 말하기를 '이겼다.'는 것이다.
- 헤어스타일의 취향 유형으로는 아내의 머리와 머리를 옆으로 넘기는 듯한 머리스타일을 꼽고 있다.
- 취주악은 접할 기회가 없었기 때문에 트롬본을 동경하고 있다.
- 본인이 말하기를 '오등분 신부전'에는 제 발로 나갔다고 한다.「콜로로를 한 손에 들고 초등학생을 쫓고 있는 수상한 인간을 보면, 그것은 파라고 생각해 주세요.」라는 것이다.
- 키가 178cm이고 최고 기록은 179cm였는데, 사람에게 키를 말할 때는 180cm라고 한다고 한다.

## 작품 목록

### 연재
단행본은 모두 고단샤 코믹스에서 발매되고 있다.
- 연옥의 카르마 (원작 : 히로세 슌, 『주간 소년 매거진』, 2014년-2015년, 전5권) - 연재 데뷔작[4]
- 5등분의 신부 (<주간 소년 매거진>, 2017년-2020년, 전 14권)
- 전대대실격 (『주간 소년 매거진』, 2021년 - , 기간 5권)

### 완결
- 겁쟁이 크로스 월드（『매거진 SPECIAL』 2013년 4호[3]） - 상업지 데뷔작
- 뒷세계 커뮤니케이션（『월간 코믹 전격 대왕』 2014년 9월호[15]）
- 뱀파이어 킬러（『주간 소년 매거진 』 2016년 2·3합병호）
- 5등분의 신부（『주간 소년 매거진』 2017년 8호[16]） - 연재판의 프로토타입. 텔레비전 애니메이션 『5등분의 신부』BD·DVD 제1권의 특전 코믹스에 수록되어 있다.[17]

## 관련 인물
아카마츠 켄 (赤松健)
만화가. 하루바는 아카마츠가 그린 '마법선생 네기마!'를 읽고 '여자가 많이 나오는 만화'와 처음 만나, 러브 코미디라는 장르에 매료되었다고 발언하고 있다.
시로하라 미타비 (色原みたび)
만화가. 데뷔 전부터 친분이 있어, 시로하라에 의하면, 하루바와는 만화가 데뷔를 목표로 절차탁마하는 사이였다고 한다.
후지무라 아케지 (藤村緋二)
만화가. 하루바는 일찍이 후지무라의 어시스턴트를 맡고 있으며, 후지무라가 작화를 담당한 『 신이 말하는 대로』가 완결되었을 때 색종이를 선물하고 있다.
우츠미 야에 (内海八重)
만화가. 『연옥의 카르마』의 시작부터 완결까지 하루바의 어시스턴트를 맡았다.
나이토우마시 (内藤マーシー)
만화가.  하루바의 전 어시스턴트로 『5등분의 신부』 집필을 도운 경력을 가졌다.